# Памятник 1000-летию Ярославля
Памятник 1000-летию Ярославля расположен в историческом центре города, в нижнем ярусе парка на Стрелке. Открыт 10 сентября 2010 года в ходе проведения торжеств, посвящённых 1000-летия города Ярославля.
Создателями монумента является московский авторский коллектив: скульптор-архитектор Михаил Точёный, скульптор А. Н. Ковальчук и архитектор М. Корси. Проект реализован на средства ОАО «Газпром».
Проект памятника был выбран по результатам открытого конкурса, на который было представлено 20 проектов. По замыслу планировщиков и руководителей города монумент должен «в яркой и ёмкой форме воплощать главную идею вклада Ярославля в развитие России». Участники конкурса предлагали не только образ и форму, но и место для памятника в городе.

## Галерея

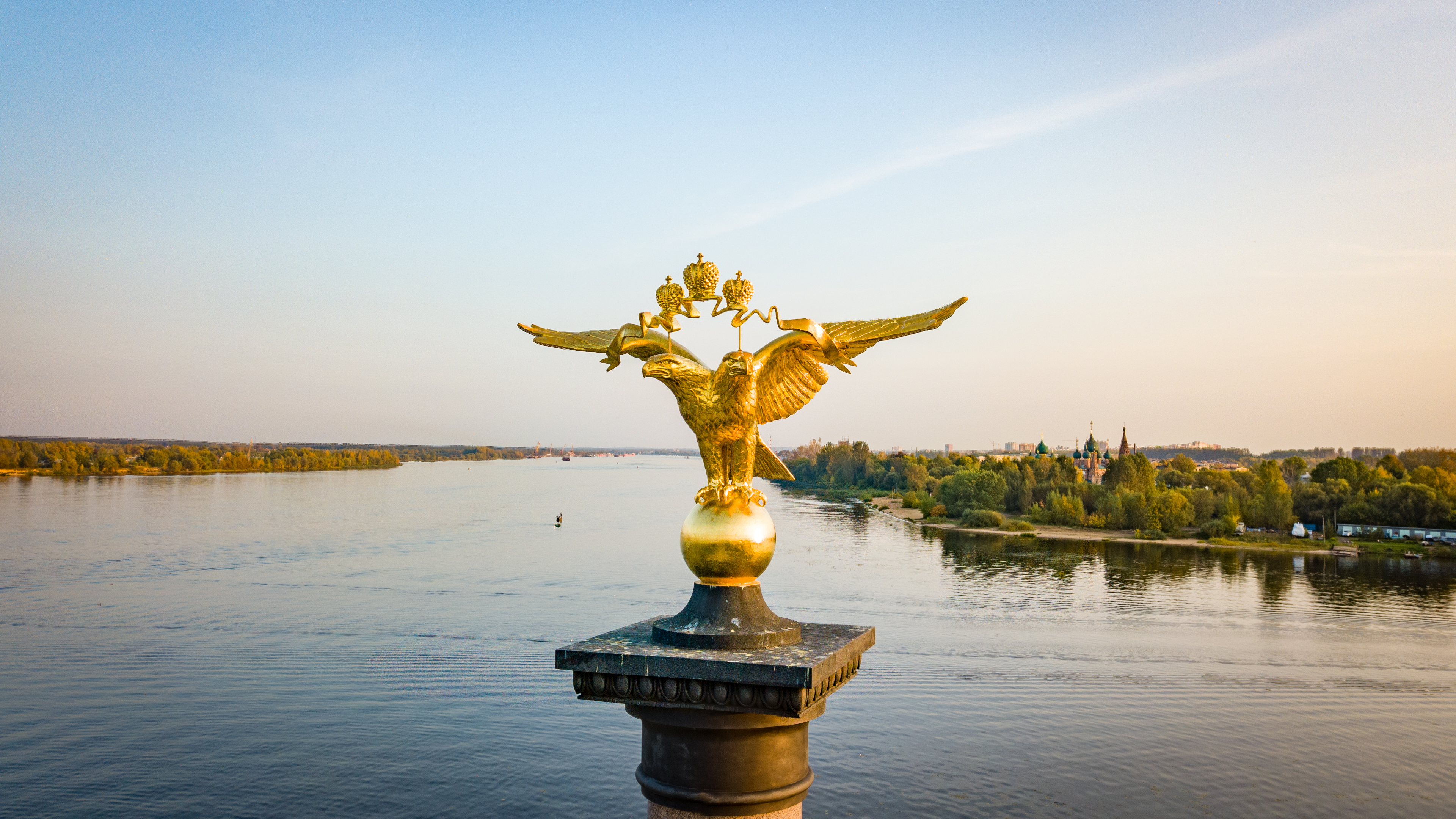
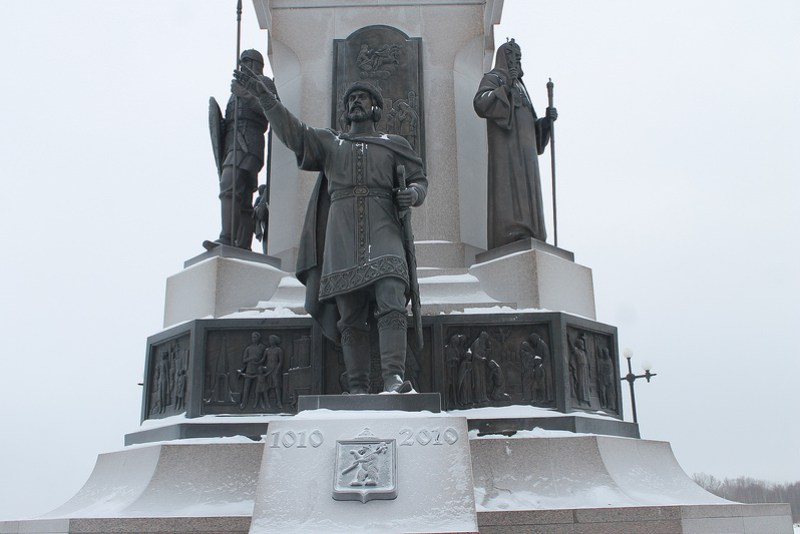
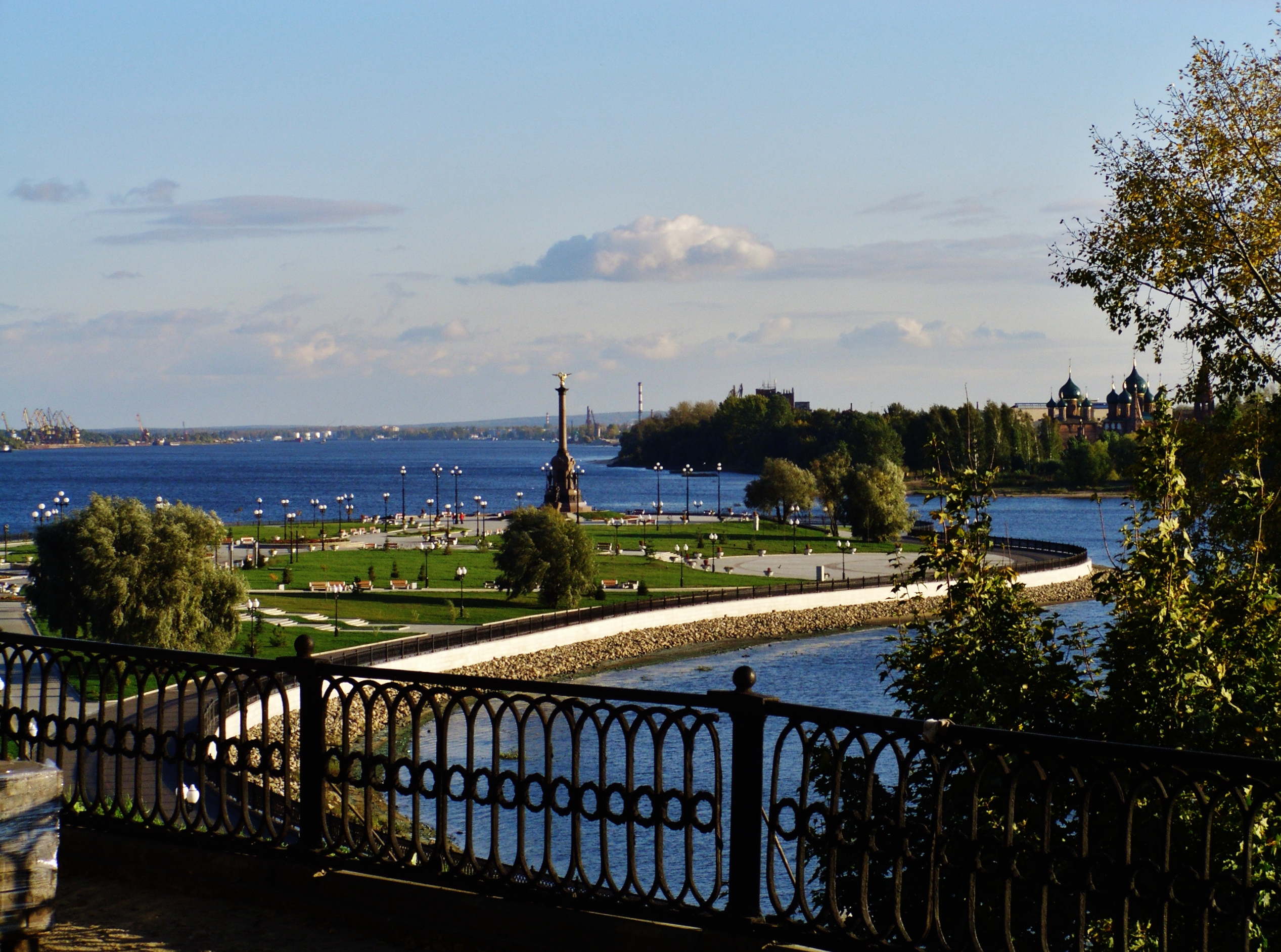
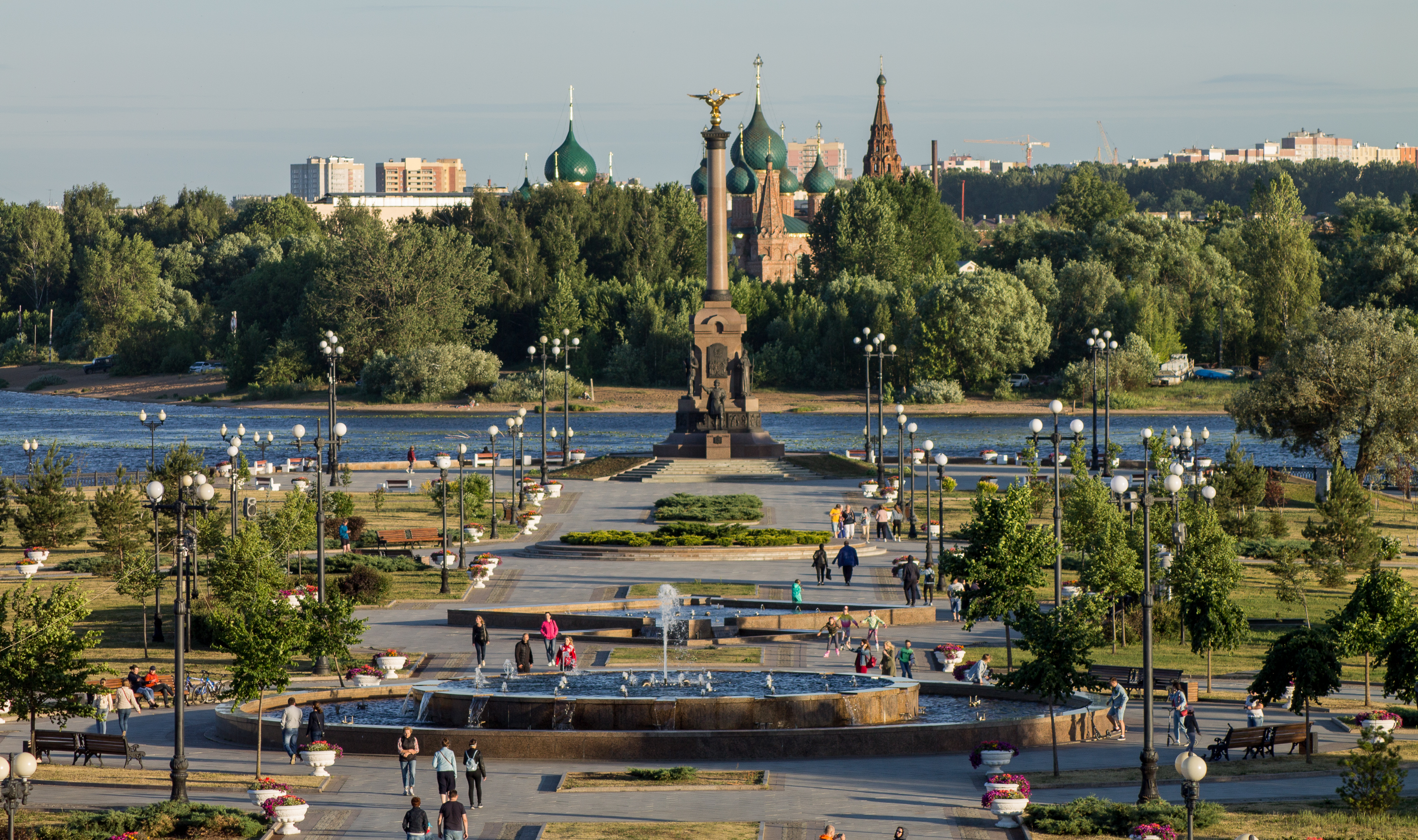

## Описание памятника
Памятник представляет собой гранитную колонну высотой более 20 метров на массивном постаменте. Колонну венчает позолоченная скульптура двуглавого орла — символа Русского государства. На постаменте размещены пять бронзовых фигур: князя-основателя города — Ярослава Мудрого, а также фигуры-образы ярославны с младенцем, воина, православного священника и горожанина.
В верхней части постамента размещены четыре барельефа с изображением значимых событий из истории города: основание города князем Ярославом и победа над язычеством, битва с татарами на Туговой горе, обретение Толгской иконы Божьей Матери, выступление из города ополчения Пожарского и Минина. Нижнюю часть постамента опоясывают десять многофигурных барельефов, символически повествующих об этапах истории города, среди которых: царь Михаил Фёдорович и каменное строительство в городе в XVII веке, развитие зодчества и иконописи в XVII веке, развитие города в конце XIX — начале XX веков, ярославское восстание в 1918 году, индустриализация 1930-х годов, участие ярославцев в Великой Отечественной войне, промышленное и гражданское строительство конца 1950—1960-х годов. Последние в этом ряду барельефы символизируют полёт в космос Валентины Терешковой и жизнь ярославцев в постсоветское время.
На барельефах изображены люди, сыгравших значительную роль в истории города: купец Максим Затрапезнов, губернатор Алексей Мельгунов, актёр Фёдор Волков, генерал Яков Дедюлин, меценат Павел Демидов, городской глава Иван Вахромеев и другие.
Памятник 1000-летию Ярославля имеет заметное сходство с памятником затопленным кораблям в Севастополе.